# Fremont (Iowa)
Fremont es una ciudad ubicada en el condado de Mahaska en el estado estadounidense de Iowa. En el Censo de 2010 tenía una población de 743 habitantes y una densidad poblacional de 277,71 personas por km².

## Geografía
Fremont se encuentra ubicada en las coordenadas 41°12′45″N 92°26′3″O / 41.21250, -92.43417. Según la Oficina del Censo de los Estados Unidos, Fremont tiene una superficie total de 2.68 km², de la cual 2.68 km² corresponden a tierra firme y (0%) 0 km² es agua.

## Demografía
Según el censo de 2010, había 743 personas residiendo en Fremont. La densidad de población era de 277,71 hab./km². De los 743 habitantes, Fremont estaba compuesto por el 98.65% blancos, el 0.13% eran afroamericanos, el 0% eran amerindios, el 0.67% eran asiáticos, el 0% eran isleños del Pacífico, el 0% eran de otras razas y el 0.54% pertenecían a dos o más razas. Del total de la población el 0.4% eran hispanos o latinos de cualquier raza.